# Toros del Este
Uniformes
Le Toros del Este est un club dominicain de baseball de la Ligue dominicaine de baseball hivernal.
Il est champion de la Lidom en 2011 pour la 2e fois de son histoire.
Basés à La Romana, les Toros évoluent à domicile à l'Estadio Francisco Micheli, une enceinte de 8 838 places.

## Histoire
Le club est fondé en 1983 sous le nom d'Azucareros del Este. Le stade lui existe depuis 1983 et est nommé en l'honneur de Francísco A. Micheli, un des pionniers du baseball en République dominicaine.
En Série des Caraïbes, les Azucareros del Este enregistrent 4 victoires pour 2 défaites en 1995, synonyme de deuxième place, et 3 victoires pour 3 défaites en 2011.

## Palmarès
- Champion de République dominicaine (3) : 1994-95, 2010-11, 2019-20
- Vainqueur de la Série des Caraïbes (1) : 2020